# Angela Little
Pour les articles homonymes, voir Little.
Lisa Dergan Vanessa Gleason
Angela Michelle Little est une actrice et mannequin de charme américaine, née le 22 juillet 1972 à Albertville, dans l'Alabama, États-Unis).

## Biographie
Elle a été Playmate du mois d'août 1998 du magazine Playboy. Les photos ont été prises par Richard Fegley. Hugh Hefner la surnomma  Little Marilyn ("la petite Marilyn"). Elle a ensuite obtenu de nombreux petits rôles dans des films (souvent des comédies) et des séries télévisées comme Cold Case : Affaires classées, Monk, Nip/Tuck, Malcolm, Les Experts, ou Charmed.
Elle a été mariée à Andy Mackenzie, avec qui elle a eu une fille, Farrah Mackenzie.

## Apparitions dans les numéros spéciaux dePlayboy
- Playboy's Playmate Review août 1999.
- Playboy's Book of Lingerie Vol. 69, septembre 1999.
- Playboy's Book of Lingerie Vol. 70, novembre 1999 (couverture).
- Playboy's Nudes décembre 1999.
- Playboy's Wet & Wild décembre 1999.
- Playboy's Girls Of Summer mai 2000
- Playboy's Celebrating Centerfolds juin 2000 (couverture).
- Playboy's Book of Lingerie juillet 2000.
- Playboy's Playmates in Bed octobre 2000.
- Playboy's Nude Playmates avril 2001.
- Playboy's Book of Lingerie juillet 2001.
- Playboy's Book of Lingerie janvier 2002.
- Playboy's Book of Lingerie mars 2002.

## Filmographie
- 2002 : Charmed (saison 5 épisode 11) : Le démon Kaia
- 2006 : The Gold Bracelet
- 2005 : American Pie Presents Band Camp
- 2003 : My Boss's Daughter
- 2001 : Rush Hour 2
- 2001 : Human Nature
- 1998 : Headless at the Fair